# 65658 Gurnikovskaya
65658 Gurnikovskaya è un asteroide della fascia principale. Scoperto nel 1982, presenta un'orbita caratterizzata da un semiasse maggiore pari a 2,6336699 UA e da un'eccentricità di 0,2898263, inclinata di 3,90044° rispetto all'eclittica.